# Théorie supersymétrique de la dynamique stochastique
La théorie supersymétrique de la dynamique stochastique (TSDS) est une théorie exacte des équations différentielles (partielles) stochastiques (EDS). Elle représente une classe de modèles mathématiques très large qui décrit, en particulier, tous les systèmes dynamiques à temps continu, avec et sans bruit. Du point de vue physique, son utilité tient en une explication théorique rigoureuse du comportement omniprésent d'une dynamique spontanée à longue portée qui se manifeste dans de très nombreuses disciplines via des phénomènes tels que la loi en 1/f, le scintillement, les bruits de crépitement et les statistiques de loi de puissance, ou loi de Zipf, ainsi que des processus instantanés comme les tremblements de terre et les avalanches neurales. D'un point de vue mathématique, TSDS relie deux grandes parties de la physique mathématique - la théorie des systèmes dynamiques et la théorie topologique des champs. Outre ces disciplines principales et connexes telles que la topologie algébrique et les théories des champs supersymétriques, TSDS est également reliée à la théorie traditionnelle des équations différentielles stochastiques et à la théorie des opérateurs pseudo-hermitiens.
La théorie apparait lors de la procédure de fixation de jauge BRST de l'EDS de Langevin,, qui a ensuite été adaptée à la mécanique classique,,, et sa généralisation stochastique, puis aux EDS de Langevin d'ordre élevé et, plus récemment, aux EDS de formes arbitraires. Ces travaux ont permis de relier le formalisme BRST au concept d'opérateurs de transfert et d'identifier la brisure spontanée de la supersymétrie BRST comme une généralisation stochastique d'un chaos dynamique.
Cette théorie étudie principalement l'évolution temporelle de formes différentielles définies par l'EDS elle-même, plutôt que les trajectoires produites par cette équation. Lors de la dynamique, l'évolution temporelle de ces formes différentielles présente une supersymétrie topologique qui matérialise la préservation d'une certaine structure topologie et/ou du concept de proximité de la mesure dans l'espace des phases. La théorie identifie une situation chaotique, au sens stochastique généralisé, lorsqu'un état fondamental de cette théorie n'est pas supersymétrique, c'est-à-dire lorsque la supersymétrie est spontanément brisée. Il en résulte un comportement émergent à longue portée qui s'accompagne toujours d'un chaos dynamique et de conséquences telles que la turbulence et la criticité auto-organisée, dont la nature peut être perçue comme une manifestation du théorème de Goldstone.

## Approche de Parisi-Sourlas de l'EDS de Langevin
Dans le contexte de l'approche supersymétrique de la dynamique stochastique, le terme "EDS de Langevin" désigne une EDS dans un espace de phase euclidien, où {\displaystyle X=\mathbb {R} ^{n}}, désigne un champ vectoriel de flux de gradient associé à un bruit blanc gaussien additif. Cette équation se présente sous la forme{\displaystyle {\dot {x}}(t)=-\partial U(x(t))+(2\Theta )^{1/2}\xi (t),}où {\displaystyle x\in X} est une trajectoire, {\displaystyle \xi \in \mathbb {R} ^{n}} est une variable représentant un bruit, {\displaystyle \Theta } est l'intensité de ce bruit, et {\displaystyle \partial U(x)}, qui en coordonnées s'écrit {\displaystyle (\partial U(x))^{i}\equiv \delta ^{ij}\partial _{j}U(x)} et {\displaystyle \partial _{i}U(x)\equiv \partial U(x)/\partial x^{i}}, est le champ de vecteurs de flux de gradient, où {\displaystyle U(x)} désigne une fonction de Langevin, laquelle est souvent interprétée comme l'énergie d'un système dynamique stochastique purement dissipatif.
La méthode de Parisi-Sourlas est un mode de construction de la représentation d'une intégrale de chemin de l'EDS de Langevin. Elle peut être considéré comme une procédure de fixation de jauge BRST qui utilise l'EDS de Langevin comme condition de jauge. Considérant l'intégrale fonctionnelle suivante,{\displaystyle {\mathcal {W}}=\left\langle \int \dots \int J\left(\prod \nolimits _{\tau }\delta ({\dot {x}}(\tau )-{\mathcal {F}}(x(\tau )))\right)Dx\right\rangle _{\text{noise}},}{\displaystyle {\mathcal {F}}} désigne le membre de droite de l'EDS de Langevin, {\displaystyle \textstyle \langle \cdot \rangle _{\text{noise}}\equiv \int \dots \int \cdot P(\xi )D\xi } est l'opération de moyenne stochastique et {\displaystyle P(\xi )\propto e^{-\int _{t'}^{t}d\tau \xi ^{2}(\tau )/2}} est la distribution normalisée sur toutes les réalisations de bruit. De plus 
{\displaystyle \textstyle J=\operatorname {Det} {\frac {\delta ({\dot {x}}(\tau )-{\mathcal {F}}(x(\tau )))}{\delta x(\tau ')}}}
désigne le jacobien de la dérivée fonctionnelle correspondante (déterminant fonctionnel), et l'intégrale de chemin s'évalue sur toutes les trajectoires fermées, {\displaystyle x(t)=x(t')}, où {\displaystyle t'} et {\displaystyle t>t'} sont les instants initiaux et finaux de l'évolution temporelle.